# سالاما
سالاما (به اسپانیایی: Salamá) یک منطقهٔ مسکونی در گواتمالا است که در Baja Verapaz Department واقع شده است. سالاما ۷۷۶ کیلومتر مربع مساحت و ۴۷٬۲۶۴ نفر جمعیت دارد و ۹۴۰ متر بالاتر از سطح دریا واقع شده است.